# Arima Harunobu
Arima Harunobu (有馬 晴信?; 1567 – 5 giugno 1612) è stato un daimyō giapponese del clan Arima durante il periodo Sengoku.

## Biografia
Harunobu fu daimyô del clan Arima, una piccola famiglia che controllava la zona di Shimabara nella provincia di Hizen. Figlio e successore di Arima Yoshisada, Harunobu iniziò una persecuzione dei cristiani nel suo dominio dopo la morte del padre. Nel 1579, con Ryūzōji Takanobu che si espandeva nell'area, Harunobu, come suo zio Ōmura Sumitada, si rivolse ai Gesuiti per ricevere assistenza. In cambio fu battezzato come Protasio e pose fine alla persecuzione, arrivando perfino a ordinare la distruzione di tutti gli idoli buddisti e la conversione di tutte le persone nel territorio; nel 1582, circa 20.000 abitanti delle terre Arima furono battezzati.
Harunobu fu battezzato da Alessandro Valignano nel 1579. Prese il nome battesimale Protasio e in seguito prese il nome Giovanni quando ricevette la cresima. Come risultato della sua conversione al cristianesimo, Harunobu iniziò a ricevere armi dai portoghesi, che rafforzarono il clan Arima. Fondò un seminario e un centro di formazione per novizi nel suo dominio in cui, oltre al curriculum ordinario, gli studenti insegnarono anche musica europea, pittura e scultura e la fabbricazione di organi e orologi da tasca. Nel 1582 Harunobu collaborò con Ōtomo Sōrin e Ōmura Sumitada per creare un'ambasciata Tenshō dal Papa a Roma, guidata da Valignano e rappresentata dal giovane cristiano Itō Mancio.
Nel 1586 ebbe una visione in cui gli apparvero due persone dell'esterno celeste, che gli dissero: "Sappi che nelle terre su cui regnate si trova il segno di Gesù; onoratelo e amatelo molto." Sei mesi dopo, un fervente cristiano vicino degli Arima mandò suo figlio nei boschi a tagliare legna da ardere. Al suo arrivo il giovane notò un albero che si era in qualche modo prosciugato; lo divise in due e trovò inserito nel mezzo una croce di un colore marrone e di una forma regolare. Appena Harunobu venne a conoscenza di ciò, andò nel luogo e, vedendo la croce, gridò: "Ecco il segno di Gesù, che mi fu detto che era nascosto nei miei domini, e che non fu fatto dalla mano dell'uomo". Poi cadde in ginocchio e, dopo averlo venerato in mezzo a molte lacrime, lo fece trasportare ad Arima, dove per suo ordine fu trasformato in un magnifico cristallo. Questa miracolosa croce portò alla conversione di ventimila persone. Quando Toyotomi Hideyoshi espulse i padri cattolici e bandì l'insegnamento del cristianesimo nel 1587, il dominio Arima divenne rifugio per molti missionari e credenti cristiani.
L'arrivo delle armi e delle navi portoghesi diede impulso agli affari degli Arima, ma nel 1582 Harunobu perse il suo importante castello di Shimabara e fu ridotto a tenere piccola parte di terra della penisola. In preda alla disperazione si rivolse al clan Shimazu, attualmente in guerra con il clan Ryūzōji nella provincia di Higo. Gli Shimazu inviarono una forza guidata da Shimazu Iehisa a Shimabara e nel 1584 essi e gli Arima, con un totale di 3.000 uomini, sconfissero il molto più grande esercito Ryūzōji nella battaglia di Okitanawate, battaglia in cui Takanobu fu ucciso. Successivamente Shimazu Yoshihisa consigliò agli Arima di rinunciare al cristianesimo, ma non insistette dopo il rifiuto di Harunobu.
Gli Arima si sottomisero a Toyotomi Hideyoshi dopo che quest'ultimo invase Kyūshū (1587) e nel 1593 guidò circa 2.000 uomini in Corea sotto gli ordini di Konishi Yukinaga. Hideyoshi confermò Harunobu nei suoi domini e gli assegnò due castelli, con un compenso di 40.000 koku.
Harunobu si schierò con la coalizione occidentale durante la campagna di Sekigahara (1600) ma non subì la perdita di alcuna terra dopo la sconfitta.
Durante l'anno 1609 Harunobu fu incaricato di esplorare un potenziale centro commerciale per navi giapponesi, cinesi e occidentali. Quando arrivarono a Taiwan gli indigeni taiwanesi attaccarono gli uomini di Harunobu e molti furono uccisi. Più tardi, nello stesso anno, una squadra commerciale che Harunobu aveva inviato a Champa fu attaccata dai portoghesi mentre si fermava a Macao. Harunobu si vendicò l'anno seguente attaccando la nave commerciale portoghese Madre de Deus diretta a Nagasaki da Macao.

### L'incidente con Okamoto Daihachi
Un certo Okamoto Daihachi, che era un servitore dell'intimo consigliere di Tokugawa Ieyasu, Honda Masazumi, fu inviato da Harunobu per congratularsi con lui per il suo trionfo contro i portoghesi. Okamoto era anche un cristiano e venne intrattenuto da Harunobu con una festa. Durante il banchetto Okamoto disse a Harunobu che attraverso la sua influenza sul suo maestro avrebbe potuto aiutare gli Arima a recuperare tre distretti che erano stati persi contro il clan Ryūzōji negli anni precedenti. Harunobu gli credette e lo pagò in oro e argento per fare pressioni nel governo Tokugawa.
Ma Okamoto intascò i soldi e non fece mai nulla per gli Arima. Quando Harunobu incontrò Honda Masazumi durante la sua visita obbligata a Edo, apprese che gli Honda non erano a conoscenza dei rapporti di Harunobu con Okamoto. Furioso, Harunobu presentò il caso a Ieyasu, e questi imprigionò immediatamente Okamoto; ulteriori indagini rivelarono che gli Arima avevano vari altri rapporti oscuri con Okamoto ed erano coinvolti in una cospirazione per assassinare il bugyō di Nagasaki. Lo stesso erede di Harunobu, Arima Naozumi, dichiarò allo shogunato la colpevolezza del padre. Okamoto fu condannato a morte e arso vivo, mentre Harunobu fu spogliato delle sue proprietà ed esiliato nella provincia di Kai.

### Morte
Quando ad Harunobi fu ordinato dallo shogunato di suicidarsi, questi rifiutò in base ai suoi principi cristiani e ordinò invece ai suoi servitori di decapitarlo.
Alfonso Maria de' Liguori scrisse della sua morte quanto segue:
Il principe Michele, non contento di aver così umiliato il padre e, una volta seduto sul trono, desiderò anche privarlo della vita. Lo fece accusare dall'Imperatore di diversi presunti crimini. Quest'ultimo, prendendo in considerazione solo l'odio che portava, lo condannò senza processo a essere decapitato e mandò centocinquanta soldati a portare a termine la sentenza. È consuetudine in Giappone che quando si desidera che un signore muoia, le persone della sua corte lo difendano fino alla morte. Ma Giovanni implorò i suoi servitori di non opporsi alla sua esecuzione, e per l'affetto che provavano verso di lui, i suoi seguaci obbedirono con riluttanza. Inoltre gli fece giurare di non aprire il suo corpo dopo la morte ... Scrisse poi al figlio innaturale una lettera piena di tenerezza, e chiese perdono se avesse mai lo avesse offeso. In seguito gli fece leggere la Passione di Gesù Cristo, pregando con lacrime che i molti peccati della sua vita passata potessero essere perdonati. Avendo messo davanti a lui un crocifisso, si inginocchiò e attese con calma il colpo mortale. La buona principessa Justa, sua moglie, che era presente, prese la testa di suo marito tra le sue mani e la baciò. Poi si ritirò nei suoi appartamenti, dove si tagliò i capelli, indicando così che rinunciava al mondo.
Il nuovo re degli Arima, l'infame parricida Michele, dopo aver preso possesso di tutti i beni di suo padre, dichiarò guerra alla religione cristiana.»
Suo figlio Arima Naozumi (Michele) sposò una figlia adottiva di Tokugawa Ieyasu, Kuni-hime, e tramito ciò ereditò la terra che era stata confiscata al padre.